# عسیله
عسیله (به عربی: عسیلة) یک منطقهٔ مسکونی در سوریه است که در الرستن واقع شده‌است. عسیله ۳۶۰ نفر جمعیت دارد.